# Al-Heila
al-Heila, en arabe : الحيلة,  est un village du gouvernorat de Hébron en Palestine, situé à 8 km au sud de Hébron, au sud-ouest de la Cisjordanie.
Selon le recensement du bureau central palestinien des statistiques, la localité compte une population de 1 277 habitants en 2017.